# Белорусский гуманитарный лицей имени Якуба Коласа
Белорусский гуманитарный лицей имени Якуба Коласа — учебное учреждение, обеспечивающее обучение в 8-11 классах общеобразовательных школ и подготовку учащихся к поступлению в вузы. В 1990-1998 годах входил в состав Белорусского гуманитарного образовательно-культурного центра (БГАЦ) Министерства образования Беларуси. Неофициально он существует с 2003 года.

## История
Белорусский гуманитарный лицей имени Якуба Коласа был основан 14 января 1990 года в Минске. Первоначально существовал как воскресное заведение. С 28 ноября 1990 г. как отдел он входил в состав Белорусского гуманитарного образовательно-культурного центра (БГАЦК), созданного распоряжением Совета Министров БССР. Приказом Министерства образования Беларуси от 23 сентября 1991 года он был создан как стационарный гуманитарный лицей в составе Белорусского гуманитарного образовательного и культурного центра. Практически сразу он стал престижным учебным заведением. Имел филиалы в нескольких городах Беларуси. Самым известным был филиал в Светлогорске (Гомельская область). Обучение велось на белорусском языке.
Серьезные конфликты с белорусскими властями начались в лицее в середине 1990-х годов. После безуспешных попыток закрыть лицей в 1998 году он был переименован в Национальный государственный гуманитарный лицей Якуба Коласа.
В июне 2003 года Совет Министров Беларуси принял постановление о ликвидации лицея. 25 июня 2003 года Совет Министров Республики Беларусь приказал Министерству образования ликвидировать лицей. Но де-факто лицей выжил. Сегодня лицеисты учатся в подполье. С ними работают около 20 учителей. В 2004-2016 годах лицей окончили более 200 человек. По состоянию на сентябрь 2016 года в лицее училось более 60 учеников, 14 учителей. Есть договор о сотрудничестве между лицеем и двумя средними школами в польском городе Гданьск, где некоторые лицеисты периодически учатся, проходят аттестацию и получают соответствующие сертификаты.
Работая в подполье, лицей проводил отдельные учебные занятия в Польше (Варшава, Гданьск, Закопане, Шклярска-Поремба, Стараховице), Литве (Вильнюс) и Франции (Арек-сюр-Луар). В 2005–2015 годах Анджей Вайда, Кшиштоф Занусси, Лех Валенса, Тадеуш Мазовецкий, Генрик Вуец, Бронислав Геремек, Анджей Северин и другие встречались с лицеистами и их учителями во время зарубежных занятий. В 2009 году супруга тогдашнего президента Польши Мария Качиньская встретилась с молодёжью лицея в Президентском дворце в Варшаве. В 2014 году прошла встреча с учителями и ученицами лицея Анны Коморовской, жены будущего президента Польши. В Минске с лицеистами встретились вице-спикер Европарламента Януш Онышкевич, президент Гданьска Павел Адамович, российский писатель и правозащитник Алексей Симонов, а также многие деятели культуры и науки Беларуси и других стран.
В 2015 году лицей отметил свое 25-летие.